# Sh2-129
Sh2-129 è un'estesa nebulosa a emissione visibile nella costellazione di Cefeo.
Si individua sul bordo meridionale della costellazione, a nordovest del grande complesso nebuloso di IC 1396, sebbene fisicamente si trovi a grande distanza da esso; il periodo più indicato per la sua osservazione nel cielo serale ricade fra i mesi di luglio e dicembre ed è notevolmente facilitata per osservatori posti nelle regioni dell'emisfero boreale terrestre.
Questa nebulosa presenta una forma ad arco molto pronunciata, quasi una sorta di grande anello; a causa della sua forma, talvolta viene soprannominata Nebulosa Pipistrello Volante. Nonostante le sue dimensioni, appare piuttosto tenue e la parte più densa e appariscente coincide col suo lato orientale. La sua distanza è stata stimata attorno ai 400 parsec (1300 anni luce) e ricade così a breve distanza dal bordo della Cintura di Gould. I dintorni di questa nebulosa sono particolarmente ricchi di nubi molecolari, primo fra tutti il grande sistema nebuloso oscuro responsabile dell'occultamento di buona parte della Via Lattea in direzione di Cefeo; numerose altre nubi molecolari minori, in gran parte censite in uno studio del 1994, si estendono in particolare verso ovest, gran parte delle quali possiedono una massa che solo raramente supera le 30-40 M⊙. Fa eccezione la nube [DBY94] 97, che possiede una massa di ben 2440 M⊙. La sorgente di radiazione infrarossa IRAS 21168+5948 viene indicata come coincidente con la regione con emissioni CO di medesime coordinate nel Catalogo Avedisova delle regioni di formazione stellare.